# Гюнтекин, Решат Нури
Решат Нури Гюнтекин (тур. Reşat Nuri Güntekin) (25 ноября 1889, Стамбул,— 7 декабря 1956, Лондон) — турецкий романист, писатель

 и драматург. Известен в России как автор романа «Королёк — птичка певчая».

## Биография
Его отец был военным врачом-майором в армии. Владел персидским, арабским и французским языками и однажды сказал Решату: «Я хотел воспитать тебя как Эмиля из романа Руссо», имея в виду роман «Эмиль, или О воспитании». Он побуждал сына лучше узнавать людей, природу, размышлять о них. Всё это сыграло важную роль в становлении Решата Нури как писателя.
Решат Нури посещал начальную школу в Чанаккале, чанаккалинскую среднюю школу и школу Freres в Измире. Он закончил Стамбульский университет, факультет литературы в 1912 году. Работал как учитель и директор в средних школах в Бурсе и Стамбуле. В нескольких школах Стамбула писатель давал уроки литературы, турецкого языка, философии, занимается руководящей работой. Также работает инспектором в Министерстве Национального Образования (1931). Он работал представителем Чанаккале между 1933 и 1943 годами в турецком парламенте, старшим инспектором в Министерстве Национального Образования (1947), и атташе по делам культуры в Париже (1950), когда также был турецким представителем в ЮНЕСКО.
В 1927 году Решат Нури женится на госпоже Хадийе, выпускнице Женской Школы Эренкей. У них рождается дочь Эла.
На литературную арену автор выходит в конце Первой мировой войны. Он начинает печататься под псевдонимом Джемаль Нимет. Первые произведения Решата Нури были опубликованы в журнале «Старый Друг» в 1917 году, а через год были изданы его театральные обзоры и исследования. В это же время он пишет ряд рассказов.
После ухода на пенсию работал в литературном правлении стамбульских муниципальных театров. 7 декабря 1956 года он скончался в Лондоне, куда уехал, чтобы лечиться от рака лёгкого. Похоронен 13 декабря 1956 года на кладбище Karacaahmet в Стамбуле.

## Творчество
Первая повесть «Старый друг» вышла в 1917 году. «Цветок развалин» (1918), «Птичка певчая» (1922), пьес «Настоящий герой» (1918), «Кинжал» (1918), «Кусок камня» (1926) и др.
В романах и рассказах Гюнтекин одним из первых в турецкой литературе реалистично и всесторонне изобразил Анатолию, провинциальные города и забитую турецкую деревню.
Примером служит роман «Королёк — птичка певчая» (1922), который повествует о судьбе молодой турецкой учительницы в Анатолии; по этой книге в 1966 году снят фильм, а 1986 — сериал с участием Айдан Шенер. Его изложение имеет детальный и точный стиль, с реалистичным оттенком. Его другие значительные романы: «Зелёная ночь» (тур. Yeşil Gece) и «Листопад» (тур. Yaprak Dökümü).
Гюнтекин затрагивает также острые проблемы семьи, взаимоотношений личности и общества, обличает духовенство. В романе «Зелёная ночь» (1928) Гюнтекин отразил национально-освободительную борьбу турецкого народа. Некоторые произведения Гюнтекина написаны в духе сентиментализма.
Интерес читателей к трудам Гюнтекина объясняется и тем, что писатель в своих произведениях изображал людей из народа без отрыва от жизни общества того времени. Общее число произведений Гюнтекина, написанных, переведённых, опубликованных в книгах и на страницах журналов, газет, в сборниках театральных пьес, достигает 100 работ; было издано 19 романов и 7 сборников рассказов. Количество пьес, написанных автором, переведённых, адаптированных или же несыгранных, неизданных, также довольно велико.

### Рассказы
- Recm, Gençlik ve Güzellik (1919)
- Roçild Bey (1919)
- Eski Ahbab (1917) (Старый друг)
- Tanrı Misafiri (1927)
- Sönmüş Yıldızlar (1928)
- Leylâ ile Mecnun (1928)
- Olağan İşler (1930)

### Романы
- Çalıkuşu (1922) (Птичка певчая — переводится как «Автобиография турецкой девушки»)
- Gizli El (1924 или 1922?)
- Damga (1924) (Клеймо)
- Dudaktan Kalbe (1923 или 1925?)
- Akşam Güneşi (1926)
- Bir Kadın Düşmanı (1927) (Враг женщин)
- Yeşil Gece (1928) (Зелёная ночь)
- Acımak (1928) (Жалость)
- Yaprak Dökümü (1939 или 1930?) (Листопад)
- Değirmen (1944) (Мельница)
- Kızılcık Dalları (1944 или 1932) (Ветки Кизила)
- Miskinler Tekkesi (1946)
- Harabelerin Çiçeği (1953) (Цветок развалин)
- Kavak Yelleri (1961 или 1950?)
- Son Sığınak (1961) (Последнее пристанище )
- Kan Davası (1962 или 1955?) (Кровавая драка )
- Ateş Gecesi (1953) (Ночь огня)

### Театр
- Hançer (1920)
- Eski Rüya (1922)
- Ümidin Güneşi (1924)
- Gazeteci Düşmanı,  Şemsiye Hırsızı, İhtiyar Serseri (1925)
- Taş Parçası (1926)
- Bir Köy Hocası (1928)
- İstiklâl (1933)
- Hülleci (1933)
- Yaprak Dökümü (1971) (Листопад )
- Eski Şarkı (1971)
- Balıkesir Muhasebecisi (1971)
- Tanrıdağı Ziyafeti (1971)

## Экранизации
- 1966: Королёк — птичка певчая. 2-серийный чёрно-белый непереведенный телесериал. Режиссёр: Осман Седен. В главных ролях: Феридэ — Тюркан Шорай, Кямран — Картал Тибет[4].
- 1986 — мини-сериал «Королёк — птичка певчая»
- 2013 — телесериал «Королёк — птичка певчая»
- 2013 — телесериал «Листопад»